# Kung Fu Panda : Les Secrets des cinq cyclones
 (juillet 2025).
Pour plus de détails, voir Fiche technique et Distribution.
Kung Fu Panda : Les Secrets des cinq cyclones (Kung Fu Panda: Secrets of the Furious Five) est un court métrage d'animation américain de Raman Hui sorti en 2008.
Il s'inspire des personnages du film Kung Fu Panda, sorti en 2008.

## Synopsis
Po, gros panda et guerrier dragon de la Chine, se voit confier la garde de plusieurs enfants afin de leur transmettre son savoir sur le Kung fu. Un peu désemparé, Po leur raconte alors les histoires de chacun des cinq cyclones : Mante, Vipère, Grue, Tigresse et Singe.
Mante vivait solitaire et en tant que héros. Le seul problème : il était rapide. Trop rapide. Pour lui, le monde allait trop lentement. Il n'avait aucune patience. Un jour, il se fit piéger par des bandits crocodiles. Ils l'enfermèrent dans une cage en métal avec des barreaux. Il essayait de s'enfuir, en vain. Donc il attendit, il attendit. Puis, il se passa quelque chose d'incroyable : il comprit alors qu'il venait d'apprendre à être patient ! Il eut alors un plan génial pour s'enfuir. Il fit "le mort". Les gardes, le prenant pour mort, ouvrirent la cage. Mais Mante se ranima, vainquit les crocodiles et s'enfuit. Il avait appris une chose : La Patience.
D'après la légende, les vipères descendraient des dragons. Leur feu légendaire serait enduit dans le terrible venin des serpents. Vipère avait un père roi d'un petit village. Celui-ci repoussait tous ses ennemis avec son venin : S'il mordait quelqu'un, celui-ci mourait, empoisonné. Un jour, sa fille, Vipère, vint au monde mais seulement voilà : elle n'avait pas de crochets, donc, pas de venin. Son père était inconsolable. Quand Vipère devint enfant, elle voulait consoler son père en dansant avec des rubans. Et à force de danser, elle devint la meilleure danseuse du village. Un soir, c'était un soir de fête, mais Vipère n'osait pas y aller car elle n'avait toujours pas de crochets. Ce soir-là, un gorille avec une armure anti-venin arriva. Le père de Vipère le mordit sur son armure, mais hélas, ses dents en crochets se cassèrent. Le gorille allait détruire ce village. Vipère, bien qu'elle soit une enfant, devait intervenir ! Donc elle prit ses rubans, et ligota le gorille. Son père était fier d'elle. Elle avait appris une chose : Le Courage.
Grue était concierge. Il ne faisait que laver le sol dans une école de Kung fu. Un jour, pour être admis comme élève, il se présenta au concours. Les gens qui étaient venus voir le concours le connaissaient, et rirent aux éclats car Grue était très mince, et il n'avait aucune chance de gagner. Or, Grue ne se laissa pas faire. Pour remporter le concours, il fallait décrocher un drapeau, placé sur un parcours avec plein de pièges. Grue sentit un pouvoir grandir en lui. Avec une telle agilité, il réussit à décrocher le drapeau. Il avait appris une chose : L'Assurance.
Tigresse avait perdu ses parents et vivait dans un orphelinat. Elle était forte, trop forte. Tout ce qu'elle prenait se cassait. Hors d'elle, elle cassait tout sur son passage. Personne ne voulait l'adopter. Puis, vint Shifu, le maître de Po. Il lui apprit à contrôler sa force. Elle devint plus agile, plus habile. Mais il n'y avait toujours personne qui voulait l'adopter. Étrangement, au lieu de tout casser sur son passage, Tigresse ne fit rien. Shifu, fier d'elle, l'adopta. Tigresse était bien contente. Elle avait appris une chose : La Discipline.
Singe vivait dans un petit village paisible. Enfin, presque. Singe embêtait tous les gens. Ils mettait des peaux de banane pour les faire tomber. Cela l'amusait. Quand il était petit on lui faisait ça, du coup, étant grand, il le faisait aussi. Et quand des méchants arrivaient pour se battre contre lui, il leur enlevait leurs pantalons. Il riait. Puis vint Maître Oogway. Il ne portait pas de pantalon, et il ne glissait pas sur les peaux de bananes. Singe avait beau essayer de le ridiculiser, il ne réussissait pas. Maître Oogway lui expliqua qu'il devait retrouver ce qu'il avait perdu étant enfant. Singe comprit. Il n'embêta plus personne depuis. Au contraire, il les aida. Il avait appris une chose : La Compassion.

## Fiche technique
- Titre français : Kung Fu Panda : Les Secrets des cinq cyclones
- Titre original : Kung Fu Panda: Secrets of the Furious Five
- Réalisation : Raman Hui
- Scénario :
- Décors :
- Photographie :
- Montage :
- Musique :
- Production :
- Société de production :
- Société de distribution :
- Format : Couleur
- Pays d'origine :  États-Unis
- Langue : Anglais
- Genre : Film d'animation, film de kung-fu
- Durée : 24 minutes
- Dates de sortie : 2008 et 2009

## Distribution
| - Jack Black : Po - Dustin Hoffman : Shifu - Randall Duk Kim : Master Oogway - Stephanie Lemelin : Mei Ling - David Cross : Master Crane - Tara Strong : Young Tigress - Jaycee Chan : Young Monkey - Jessica DiCicco : Young Viper - Max Koch : Master Mantis - Manu Payet : Po - Pierre Arditi : Shifu - Marie Gillain : Jeune Tigresse - William Coryn : Jeune Singe - Mylène Jampanoï : Jeune Vipère - Xavier Fagnon : Maître Mante - Tomer Sisley : Maître Grue |